# Ascential
Ascential plc (tidligere EMAP) er et britisk forlag og mediekoncern. De er specialiseret i udstillinger & festivaler samt diverse publikationer som magasiner. De har hovedkvarter i London og virksomheden er børsnoteret på London Stock Exchange. Ascential omsætter for ca. 0,5 mia. britiske pund (2022).